# Tryphoema bocqueti
Tryphoema bocqueti is een eenoogkreeftjessoort uit de familie van de Rhizothricidae. De wetenschappelijke naam van de soort is voor het eerst geldig gepubliceerd in 1953 door Bozic.